# Scomberomorus lineolatus
Scomberomorus lineolatus är en fiskart som först beskrevs av Cuvier 1829.  Scomberomorus lineolatus ingår i släktet Scomberomorus och familjen makrillfiskar. IUCN kategoriserar arten globalt som livskraftig. Inga underarter finns listade i Catalogue of Life.